# محمدعلی شرعی
محمدعلی شرعی (۱۳۱۴–۱۳۹۵) روحانی، پژوهشگر و سیاستمدار، نماینده سابق دوره‌های سوم  چهارم مجلس شورای اسلامی از حوزه انتخابیه شهرستان قم بود.

## تالیفات
- منهاج الکرامه فی معرفة الامامه، علامه حلی، تحقیق استاد عبدالرحیم مبارک.
- الطرف، سید بن طاووس، تحقیق استاد قیس عطار.
- نهج الحق و کشف الصدق، علامه حلی، تحقیق نزار وزان و علیرضا کهنسال.
- نهایةالاکمال فیما به تقبل الاعمال، السید هاشم البحرانی، تحقیق عبدالله غفرانی.
- تکمله امثال و حکم دهخدا، تحقیق استاد احمد گلچین معانی.
- دیوان میررضی دانش مشهدی، تحقیق و تصحیح استاد محمد قهرمان.
- مدیریت رشد، تحقیق طاهره مسلمی زاده.
- مرثیه عاشورایی، تحقیق استاد ذبیح‌الله صاحبکاری.
- تحفه گلچین، تحقیق استاد احمد گلچین معانی، در دست چاپ.
- عرفات العاشقین و عرضات العارفین، تقی الدین بلیانی، بزرگ‌ترین تذکره ادبی فارسی در دست چاپ.